# Rio Azul (Paraná)
Rio Azul ist ein brasilianisches Munizip im Süden des Bundesstaats Paraná. Es hat 14.025 Einwohner (2022), die sich Rio-Azulenser nennen. Seine Fläche beträgt 599 km². Es liegt 869 Meter über dem Meeresspiegel.

## Etymologie
Bei der Rodung des Landes um 1885 erhielt der Ort den Namen Roxo Roiz. 1902 wurde auch der Bahnhof mit Roxo Roiz benannt. Später wurde der Ort in Marumby umbenannt.
Erst 1929 erhielt er den heutigen Namen Rio Azul nach dem gleichnamigen Bach, an dem der Ort liegt. Rio Azul bedeutet auf Deutsch Blauer Fluss.

## Geschichte

### Besiedlung
Die ersten Siedler portugiesischer Herkunft und Tradition waren Cláudio Amâncio de Oliveira, Domingos Soares de Ramos, Frederico Ferreira, Joaquim Correia Lopes, Joaquim Marinho und José Lourenço Cardoso. Sie kamen um 1885 hierher. Die Pioniere rodeten die Wildnis und erschlossen die Wälder. Sie gaben ihrer Siedlung den Namen Roxo Roiz.
Mit der Verlängerung der Eisenbahnstrecke São Paulo-Rio Grande do Sul bis zur Stadt wurde im Dezember 1902 der Bahnhof eingeweiht. Die Ankunft der Eisenbahn brachte viele Vorteile für die Region: Die Landwirtschaft, die Gewinnung von Holz und Herva Mate sowie viehwirtschaftliche Aktivitäten entwickelten sich schnell und zogen viele neue Einwohner in die Stadt.
Um 1908 kamen Siedler polnischer und ukrainischer Nationalität nach Roxo Roiz, die auf dem Gebiet des Bezirks die Colônia Rio Azul gründeten. Im Jahr 1918 wurde Roxo Roiz zum Munizip erhoben und 1929 in Rio Azul umbenannt. Die Autonomie des Munizips wurde 1932 aufgehoben und schon 1934 wiederhergestellt.

### Erhebung zum Munizip
Rio Azul wurde per Dekret Nr. 193 vom 31. Januar 1934 aus Mallet ausgegliedert und in den Rang eines Munizips erhoben.

## Geografie

### Fläche und Lage
Rio Azul liegt auf dem Segundo Planalto Paranaense (der Zweiten oder Ponta-Grossa-Hochebene von Paraná). Seine Fläche beträgt 599 km². Es liegt auf einer Höhe von 869 Metern.

### Vegetation
Das Biom von Rio Azul ist Mata Atlântica.

### Klima
Das Klima ist gemäßigt warm. Es werden hohe Niederschlagsmengen verzeichnet (1637 mm pro Jahr). Im Jahresdurchschnitt liegt die Temperatur bei 17,5 °C. Die Klimaklassifikation nach Köppen und Geiger lautet Cfb.

### Gewässer
Rio Azul liegt im Einzugsgebiet des Iguaçu. Dessen rechter Nebenfluss Rio Potinga fließt von Nord nach Süd an der östlichen Grenze des Munizipgebiets. Sein rechter Nebenfluss Rio Água Quente begrenzt das Munizip im Norden.

### Straßen
Rio Azul liegt an der BR-153 (Transbrasiliana) zwischen União da Vitória und Jacarezinho.

### Nachbarmunizipien
| Inácio Martins |                                             | Rebouças und Irati |
|                | Kompassrose, die auf Nachbargemeinden zeigt |                    |
| Cruz Machado   | Mallet                                      | São Mateus do Sul  |

## Stadtverwaltung
Bürgermeister: Leandro Jasinski, PSD (2021–2024)
Vizebürgermeister: Jair Boni, PSB (2021–2024)

## Demografie

### Bevölkerungsentwicklung
| Jahr | Einwohner | Stadt             | Land              |
| ---- | --------- | ----------------- | ----------------- |
| 1920 | 3.946     | Munizip Roxo Roiz | Munizip Roxo Roiz |
| 1940 | 9.776     | 12 %              | 88 %              |
| 1950 | 10.462    | 14 %              | 86 %              |
| 1960 | 10.059    | 20 %              | 80 %              |
| 1970 | 9.681     | 19 %              | 81 %              |
| 1980 | 10.697    | 24 %              | 76 %              |
| 1991 | 12.406    | 26 %              | 74 %              |
| 2000 | 13.023    | 33 %              | 67 %              |
| 2010 | 14.093    | 36 %              | 64 %              |
| 2022 | 14.025    |                   |                   |

Quelle: IBGE (2011) und Volkszählung 2022

### Ethnische Zusammensetzung
| Gruppe * | 1991    | 2000    | 2010    | wer sich als …                                                                   |
| --- | ------- | ------- | ------- | -------------------------------------------------------------------------------- |
| Weiße | 74,3 %  | 92,6 %  | 85,8 %  | weiß bezeichnet                                                                  |
| Schwarze | 0,4 %   | 2,4 %   | 2,3 %   | schwarz bezeichnet                                                               |
| Gelbe | 0,1 %   | 0,0 %   | 0,1 %   | von fernöstlicher Herkunft wie japanisch, chinesisch, koreanisch etc. bezeichnet |
| Braune | 25,1 %  | 4,6 %   | 11,8 %  | braun oder als Mischung aus mehreren Gruppen bezeichnet                          |
| Indigene | 0,0 %   | 0,0 %   | 0,0 %   | Ureinwohner oder Indio bezeichnet                                                |
| ohne Angabe | 0,2 %   | 0,3 %   | 0,0 %   |                                                                                  |
| Gesamt | 100,0 % | 100,0 % | 100,0 % |                                                                                  |
| *) Das IBGE verwendet für Volkszählungen ausschließlich diese fünf Gruppen. Es verzichtet bewusst auf Erläuterungen. Die Zugehörigkeit wird vom Einwohner selbst festgelegt. |         |         |         |                                                                                  |

Quelle: IBGE (Stand: 1991, 2000 und 2010)

## Wirtschaft

### Landwirtschaft
Folgende Produkte wurden 2020 in Wechselkultur auf größeren Flächen angebaut:
- Soja: 18.200 ha
- Tabak: 6.775 ha
- Mais: 5.000 ha

- Bohnen: 3.114 ha

Dauerkultur:
- Herva Mate: 500 ha

Forstwirtschaft:
- Eukalyptus: 2.420 ha
- Kiefern: 3.210 ha[11]

### Fremdenverkehrsattraktionen
- Natur: verschiedene Wasserfälle, Tierwelt, Pflanzenwelt
- Kunst und Kultur: ansässige Künstler haben malerische Objekte der Stadt auf Leinwand gebannt
- Religiöse Ziele: Kapellen und Kirchen, religiöse Feste, Fronleichnamsteppiche[2]

## Söhne und Töchter
- João Batista de Oliveira (* 1963), Ordensgeistlicher, Bischof von Corumbá